# Fwayo Tembo
Fwayo Tembo (ur. 2 maja 1989 w Lusace) – piłkarz reprezentacji Zambii. Występował na pozycji pomocnika. W kadrze zadebiutował w 2008 roku i rozegrał w niej 24 mecze i strzelił 1 gola.